# Jimmy Reid
Pour les articles homonymes, voir Reid.
James Reid, né le 9 juillet 1932 à Govan (Glasgow) et mort le 10 août 2010 à Greenock, est un militant syndicaliste écossais, orateur, homme politique et journaliste.

## Biographie
James Reid naît au 56 Whitefield Road, Govan, Glasgow, le 9 juillet 1932. Il est le plus jeune fils et le deuxième plus jeune des sept enfants de Leo Reid, ouvrier, et de son épouse, Isabella, née McLean. La famille est durement touchée par la pauvreté de la dépression de l'entre-deux-guerres, trois des filles (dont la sœur cadette de James) meurent en bas âge.
Il quitte l'école à 14 ans et effectue un très bref passage dans un bureau de courtier. Il rejoint la League of Labour Youth et se tourne rapidement vers le parti communiste, à l'époque une force majeure dans l'Écosse industrielle. Il devient ingénieur de chantier naval et participe à la grève des apprentis de 1952.
James Reid est conseiller municipal de Clydebank et responsable syndical d'une entreprise de construction navale. Il devient porte-parole des travailleurs des chantiers naval de la Clyde dans le conflit qui les oppose au patronat et au gouvernement en 1971 et 1972.
Il est élu Recteur de l'Université de Glasgow. Il est le candidat du Parti communiste de Grande-Bretagne dans la circonscription de Central Dunbartonshire (en) lors des élections générales en février 1974, mais n'est pas élu.
Il est marié à Joan Swankie et le couple a trois filles.
James Reid meurt le 10 août 2010 à Greenock.